# Tanzeem-e-Islami
Tanzeem-e-Islami és una organització religiosa musulmana, de caràcter islamista, amb seu a Lahore, Pakistan. Va ser fundada el 1975 per l'erudit religiós Israr Ahmed, que advocava per l'establiment d'un califat islàmic al Pakistan i arreu del món. El Tanzeem es va crear després que Israr Ahmed se separés de la Jamaat-e-Islami el 1957, quan aquest últim partit va acceptar de participar en la política electoral del Pakistan.